# HADH
HADH (англ. Hydroxyacyl-CoA dehydrogenase) – білок, який кодується однойменним геном, розташованим у людей на короткому плечі 4-ї хромосоми. Довжина поліпептидного ланцюга білка становить 314 амінокислот, а молекулярна маса — 34 294.
| 10         |  | 20         |  | 30         |  | 40         |  | 50         |
| ---------- |  | ---------- |  | ---------- |  | ---------- |  | ---------- |
| MAFVTRQFMR |  | SVSSSSTASA |  | SAKKIIVKHV |  | TVIGGGLMGA |  | GIAQVAAATG |
| HTVVLVDQTE |  | DILAKSKKGI |  | EESLRKVAKK |  | KFAENLKAGD |  | EFVEKTLSTI |
| ATSTDAASVV |  | HSTDLVVEAI |  | VENLKVKNEL |  | FKRLDKFAAE |  | HTIFASNTSS |
| LQITSIANAT |  | TRQDRFAGLH |  | FFNPVPVMKL |  | VEVIKTPMTS |  | QKTFESLVDF |
| SKALGKHPVS |  | CKDTPGFIVN |  | RLLVPYLMEA |  | IRLYERGDAS |  | KEDIDTAMKL |
| GAGYPMGPFE |  | LLDYVGLDTT |  | KFIVDGWHEM |  | DAENPLHQPS |  | PSLNKLVAEN |
| KFGKKTGEGF |  | YKYK       |  |            |  |            |  |            |

A: Аланін

C: Цистеїн

D: Аспарагінова кислота

E: Глутамінова кислота

F: Фенілаланін

G: Гліцин

H: Гістидин

I: Ізолейцин

K: Лізин

L: Лейцин

M: Метіонін

N: Аспарагін

P: Пролін

Q: Глутамін

R: Аргінін

S: Серин

T: Треонін

V: Валін

W: Триптофан

Кодований геном білок за функцією належить до оксидоредуктаз. 
Задіяний у таких біологічних процесах як метаболізм жирних кислот, метаболізм ліпідів, поліморфізм, ацетиляція, альтернативний сплайсинг. 
Білок має сайт для зв'язування з НАД. 
Локалізований у мітохондрії.